# Siawaash Cyrroes
Siawaash (Sia) Cyrroes (Terneuzen, 26 september 1995) is een Nederlands acteur, vooral bekend van zijn rol als Ramin Sabet in SpangaS
Cyrroes komt oorspronkelijk uit Iran, van waar zijn ouders in 1992 zijn gevlucht. 
Cyrroes begon op zijn 17e met acteren. Hij volgde een opleiding aan de Toneel Vakschool Rotterdam, maar maakte deze opleiding niet af. 
 Daarna is hij gestart met de theateropleiding aan de  Toneelschool Amsterdam. 
In 2016 werd Cyrroes, die op dat moment nog geen acteerervaring had, gecast voor de rol van de Iraanse vluchteling Ramin Sabet in de jeugdserie SpangaS. Dezelfde rol speelde hij later ook in de spin-off SpangaS op zomervakantie.

## Filmografie
- SpangaS (2016-2019), als Ramin Sabet
- SpangaS op zomervakantie (2018), als Ramin Sabet
- Bonnie & Clyde (2021), als Cem Kaplan
- Het gouden uur (2022), als Reza Ragara
- Invasie (2024), als Sem
- Dertigers (2024), als Reza
- Haantjes (2025), als Ramon
- De Idylle (2025), als Mohammed